# Kategoria e Parë 1958
Die Kategoria e Parë 1958 (sinngemäß: Erste Liga) war die 21. Austragung der albanischen Fußballmeisterschaft und wurde vom nationalen Fußballverband Federata Shqiptare e Futbollit ausgerichtet. Die Saison begann am 9. März und endete am 29. Juni 1958.

## Saisonverlauf
Die Liga umfasste wie schon im Vorjahr acht Teams. 1957 war Spartaku Tirana aus der Kategoria e Parë abgestiegen. Für 1958 stieg KS Vllaznia Shkodra nach einjähriger Abstinenz wieder auf. Zudem benannten sich alle Vereine, die sich zur Saison 1951 den Namen "Puna" (dt. Arbeit) gegeben hatten, wieder in ihre ursprünglichen Bezeichnungen um. KS Ylli i Kuq Durrës trat neu mit dem Namen Lokomotiva Durrës an. Titelverteidiger war der FK Partizani Tirana.
Die Meisterschaft wurde in einer regulären Spielzeit mit Hin- und Rückrunde ausgetragen. Jedes Team trat zwei Mal gegen jede andere Mannschaft an. Der Tabellenletzte stieg direkt in die damals noch zweitklassige Kategoria e dytë ab.
Insgesamt fielen 132 Tore, was einem Schnitt von 2,4 Treffern pro Partie entspricht. Torschützenkönige mit 6 Treffern wurden zum achten Mal Refik Resmja von Partizani Tirana sowie Enver Shehu von 17 Nëntori Tirana.
Knapp konnte Partizani Tirana den Meistertitel verteidigen, am Ende lag der Vizemeister Besa Kavaja nur einen Punkt zurück. Mit dem sechsten Meistertitel zog Partizani mit den beiden anderen Rekordmeistern 17 Nëntori Tirana und Dinamo Tirana gleich. Völlig überraschend belegte dagegen Besa Kavaja, das im Vorjahr als Tabellenvorletzter noch in die Relegation gemusst hatte, den zweiten Platz und distanzierte knapp die Rekordmeister 17 Nëntori Tirana und Dinamo Tirana. Fünfter wurde Skënderbeu Korça vor Aufsteiger Vllaznia Shkodra, die beide ebenso wie Flamurtari Vlora den Klassenerhalt nur mit geringem Vorsprung auf Lokomotiva Durrës auf Rang acht sichern konnten.

## Vereine
| Verein              | Logo                     | Stadt   |
| ------------------- | ------------------------ | ------- |
| Lokomotiva Durrës   | Logo Teuta Durrës        | Durrës  |
| KS Skënderbeu Korça | Logo Skënderbeu          | Korça   |
| KS Vllaznia Shkodra | Logo FK Vllaznia Shkoder | Shkodra |
| 17 Nëntori Tirana   | Logo SK Tirana           | Tirana  |
| KS Flamurtari Vlora | Logo Flamurtari Vlora    | Vlora   |
| FK Partizani Tirana | Logo FK Partizani Tirana | Tirana  |
| KS Dinamo Tirana    | Logo Dinamo Tirana       | Tirana  |
| KS Besa Kavaja      | Logo KS Besa Kavajë      | Kavaja  |

## Abschlusstabelle
| Pl. | Verein                     | Sp. | S | U | N | Tore    | Quote | Punkte |
| --- | -------------------------- | --- | - | - | - | ------- | ----- | ------ |
| 1.  | FK Partizani Tirana (M, P) | 14  | 7 | 5 | 2 | 027:120 | 2,25  | 19:90  |
| 2.  | KS Besa Kavaja             | 14  | 7 | 4 | 3 | 017:140 | 1,21  | 18:10  |
| 3.  | 17 Nëntori Tirana          | 14  | 4 | 9 | 1 | 015:900 | 1,67  | 17:11  |
| 4.  | KS Dinamo Tirana           | 14  | 6 | 4 | 4 | 028:180 | 1,56  | 16:12  |
| 5.  | KS Skënderbeu Korça        | 14  | 3 | 6 | 5 | 009:160 | 0,56  | 12:16  |
| 6.  | KS Vllaznia Shkodra (N)    | 14  | 3 | 5 | 6 | 014:220 | 0,64  | 11:17  |
| 7.  | KS Flamurtari Vlora        | 14  | 3 | 4 | 7 | 011:210 | 0,52  | 10:18  |
| 8.  | Lokomotiva Durrës          | 14  | 3 | 3 | 8 | 011:200 | 0,55  | 09:19  |

| (M) | amtierender albanischer Meister     |
| (P) | amtierender albanischer Pokalsieger |
| (N) | Neuaufsteiger                       |

## Kreuztabelle
| 1958                | FK Partizani Tirana | KS Besa Kavaja | 17 Nëntori Tirana | KS Dinamo Tirana | KS Skënderbeu Korça | KS Vllaznia Shkodra | KS Flamurtari Vlora | Lokomotiva Durrës |
| FK Partizani Tirana |                     | 4:0            | 4:2               | 2:2              | 4:1                 | 1:0                 | 3:0                 | 3:0               |
| KS Besa Kavaja      | 2:1                 |                | 1:1               | 2:0              | 0:0                 | 3:1                 | 2:0                 | 2:0               |
| 17 Nëntori Tirana   | 2:2                 | 1:1            |                   | 4:0              | 0:0                 | 0:0                 | 2:0                 | 1:0               |
| KS Dinamo Tirana    | 0:0                 | 0:0            | 0:1               |                  | 5:0                 | 6:1                 | 4:0                 | 3:1               |
| KS Skënderbeu Korça | 1:0                 | 2:0            | 0:0               | 1:2              |                     | 2:0                 | 1:1                 | 0:0               |
| KS Vllaznia Shkodra | 1:1                 | 2:0            | 1:1               | 4:3              | 0:0                 |                     | 1:1                 | 2:1               |
| KS Flamurtari Vlora | 1:1                 | 1:2            | 0:0               | 1:2              | 2:0                 | 1:0                 |                     | 2:1               |
| Lokomotiva Durrës   | 0:1                 | 1:2            | 0:0               | 1:1              | 2:1                 | 2:1                 | 2:1                 |                   |

## Die Mannschaft des Meisters Partizani Tirana
| 1.                       | Partizani Tirana |
| Logo FK Partizani Tirana | Sulejman Maliqati, Mico Papadhopulli, Besim Fagu, Fatbardh Deliallisi, Mico Ndini, Gani Merja, Nexhmedin Caushi, Roza Haxhiu, Refik Resmja, Kolec Kraja, Simon Deda, V. File, Fadil Vogli, Nikolle Bespalla, Robert Jashari, Lin Shllaku, Tomorr Shehu – Trainer: Rexhep Spahiu. |